# Kamarina
Kamarina o Camarina (in greco antico: Καμάρινα?, Kamárina; secondo Strabone il nome significa "abitata dopo molta fatica") fu un'importante colonia di Siracusa, fondata e costruita dai siracusani alla foce del fiume Ippari, nel sud della Sicilia. Di essa oggi non rimangono che rovine e importanti reperti archeologici, principalmente sul colle Cammarana nel territorio del comune di Ragusa.

## Storia

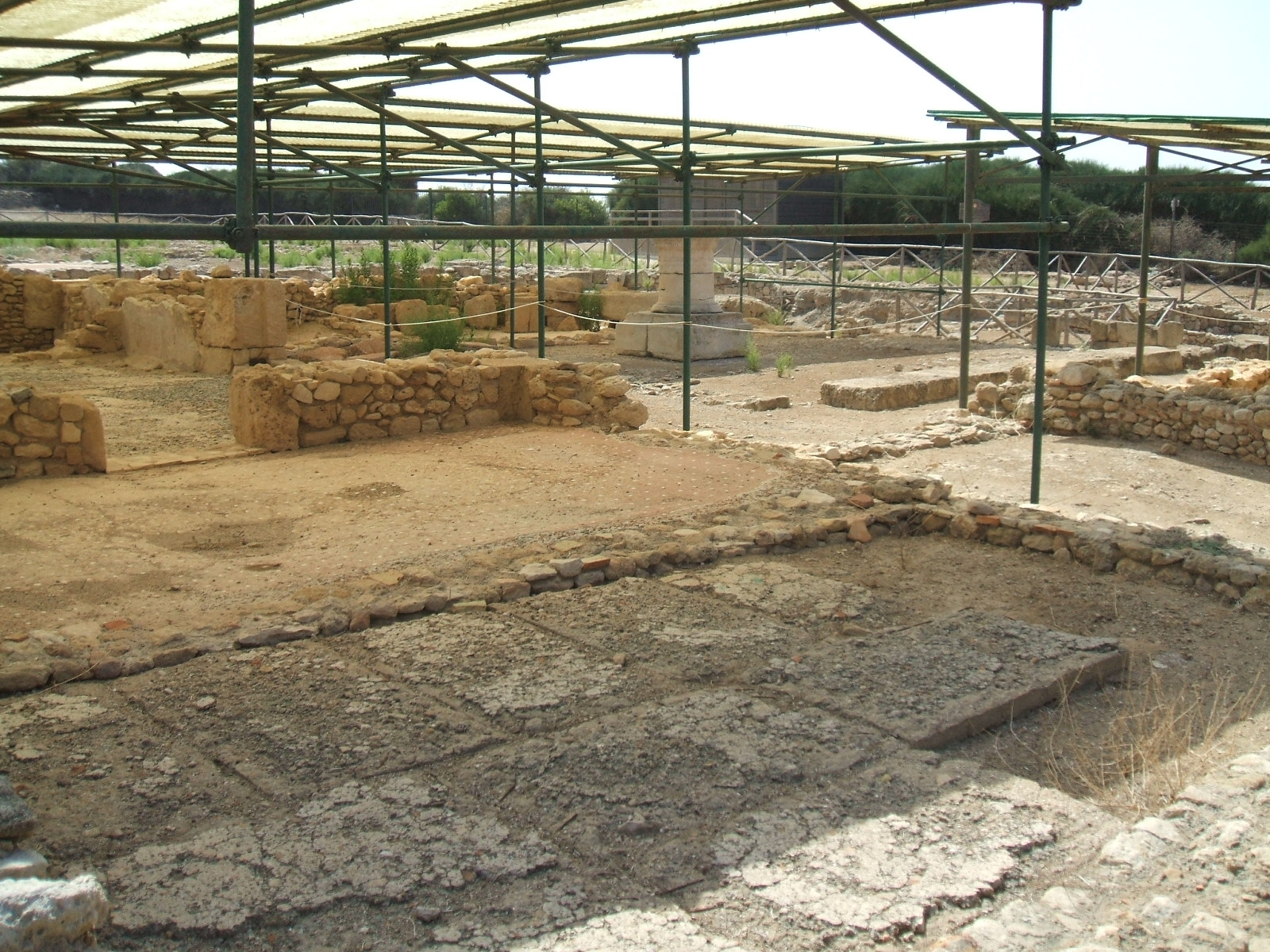
Casa dell'Altare

Kamarina venne fondata agli inizi del VI secolo a.C. (598 a.C. - 597 a.C.) dai greci-siracusani, sul fertile promontorio delimitato dai fiumi Ippari a nord e Oanis a sud, lo scopo del nuovo insediamento fu quello di creare un presidio lungo la rotta africana e frenare l'espansione verso sud di Gela, che appena diciotto anni dopo fonderà più a nord-ovest Akragas (580 a.C.). Divenuta rapidamente un importante centro agricolo e di riferimento per i fiorenti traffici commerciali dell'entroterra ibleo e anche dei Siculi, la colonia entrò presto in conflitto con la città-madre.
Mentre Tucidide si limita a riferire che vi fu una ribellione camarinense domata dai siracusani nel contesto di una più ampia guerra, Filisto, testimonia negli scritti di Dionigi di Alicarnasso, una più dettagliata descrizione di tale conflitto avvenuto tra la madrepatria e Kamarina; egli narra che la colonia si schierò con i Siculi, mentre i siracusani potevano contare su Enna e Megara Hyblaea. Il quadro storico sembra quindi rimandare al complesso periodo che vide la sottomissione iniziale dell'egemonia sicula anche nell'entroterra siciliano e soprattutto nella zona iblea, dove ancora resistevano gruppi di siculi indipendenti da Siracusa. Altri particolari che possano chiarire meglio l'ottica e le motivazioni della ribellione non vengono forniti dalle fonti antiche.
Kamarina venne in seguito sconfitta dai siracusani e i loro alleati nel 552 a.C.. Le fonti dicono che la popolazione camarinense venne esiliata; tuttavia, lo scavo dell'insediamento attesta una continuità di vita ininterrotta nell'arco dell'intero VI secolo a.C.
I siracusani cedettero Kamarina al tiranno Ippocrate di Gela, all'inizio del V sec. a.C., poiché questi aveva sconfitto gli aretusei presso il territorio ibleo, facendo molti prigionieri e minacciando di marciare contro Siracusa per conquistarla. A questo punto, come informa Erodoto, intervennero le due forze greche Corinto e Corcira, legate politicamente ad una Siracusa ancora priva di tiranni: esse si frapposero per impedire all'influente cittadino gelese di porre il suo dominio in terra aretusea e l'accordo per evitare ciò fu proprio il cedimento di Kamarina a Gela, in cambio delle cessate ostilità belliche di Ippocrate verso i siracusani. Fu così che Kamarina passò sotto il controllo del tiranno di Gela.
Ippocrate la rifondò (492 a.C.-461 a.C.); Kamarina riacquisì la sua importanza e in seguito all'alleanza stretta con Atene in funzione antisiracusana, nel corso della guerra del Peloponneso riuscì a strappare a Siracusa il lontano territorio di Morgantina (424 a.C.).

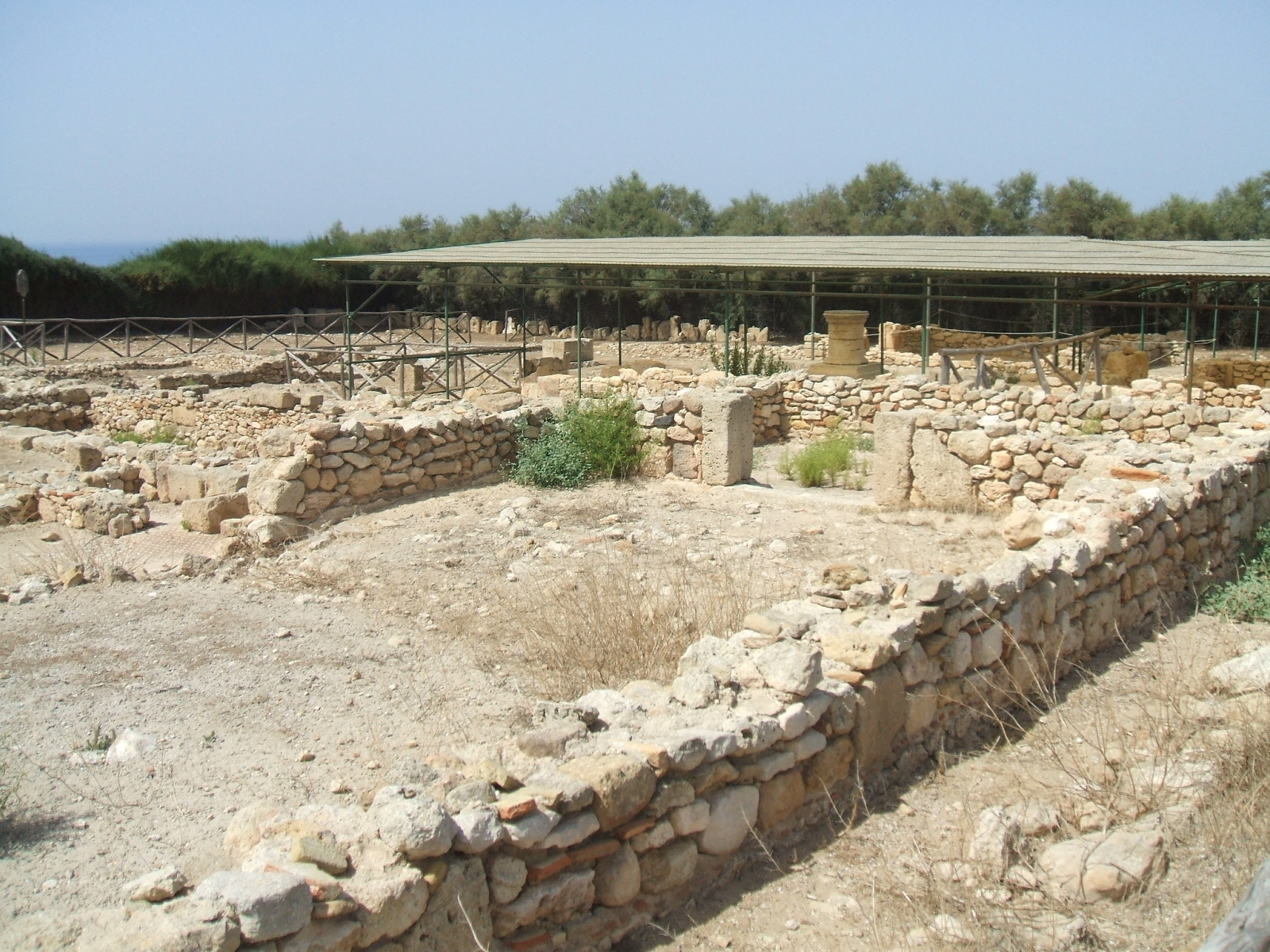
Il quartiere dell'Altare

Durante l'avanzata di Annibale Magone tra il 405 e il 401 a.C. Kamarina venne nuovamente saccheggiata e distrutta dal suo esercito. Rientrò nell'orbita siracusana durante il dominio di Dionisio I il grande e prese parte alla simmachia di Dione di Siracusa nel 357 a.C. quando questi con il suo esercito marciò alla conquista di Siracusa.
Dopo il dominio punico a cui fu sottoposta, tra il 405 a.C. e 393 a.C., ebbe un nuovo periodo di prosperità alla fine del IV secolo a.C., raggiungendo, per via del ripopolamento adottato da Timoleonte nel 339 a.C., la sua massima espansione urbanistica.
A partire dal III secolo a.C. fu presa dai Mamertini nel 275 a.C. e poi dai Romani nel 258 a.C. Al tempo della Repubblica romana il suo capiente porto accolse le navi da guerra di Publio Cornelio Scipione, Emilio Paolo, Pompeo Magno, Cesare e Ottaviano e aprì i commerci con l'Africa e l'Egitto. Ma nel periodo imperiale i romani realizzarono un nuovo porto nella vicina Kaucana e quindi la città si spopolò progressivamente dei suoi abitanti.
Kamarina venne definitivamente distrutta nell'827 dall'esercito guidato da Asad ibn al-Furat nel corso della conquista araba della Sicilia.
L'acropoli mostra una continuità d'uso: i resti del tempio di Atena vengono inglobati nella costruzione della chiesa della Madonna di Cammarana, l'edificio colmo degli ex voto dei naviganti scampati alla furia delle tempeste venne distrutto da un incendio nel 1834, i suoi resti furono utilizzati per la costruzione della masseria che oggi ospita il locale Museo.
Con regio privilegio del 1607 venne concesso a Vittoria Colonna contessa di Modica di ricostruire la città nei pressi dell'antico sito di Kamarina. Nacque così Vittoria, (costruita però a  circa 10 km dall'antica città) nel cui territorio comunale (Scoglitti) l'area archeologica è compresa. La riviera al confine con Ragusa (delimitato dal fiume Ippari) è appunto la riviera Kamarina-Scoglittese.

## I resti archeologici
I resti attuali sono di grande interesse archeologico, e testimoniano la vastità dell'antico sito. Rimangono tombe arcaiche (VII secolo a.C.) e ruderi poco significativi di un tempio dedicato a Minerva. Lungo l'Ippari si può riconoscere il tracciato dell'antico porto canale. La città è ancora riconoscibile nella sua area originaria dai resti di case e di pavimentazioni.
Nel vicino bosco di Passo Marinaro si trovano ancora le tombe di una necropoli nel V - IV secolo a.C. Gli scavi condotti a Kamarina da Paolo Orsi dal 1896 al 1911, hanno fornito copioso materiale archeologico che si trova al Museo di Siracusa.

## Il Museo archeologico regionale di Kamarina
Il museo archeologico presenta una vasta collezione di reperti archeologici che vanno dalla preistoria al periodo antico greco. Il museo è strutturato su tre padiglioni e sei sale e contiene varie tipologie di anfore, suppellettili, monete,  corredi funerari, statuette devozionali, oltre che oggetti ed armi in selce risalenti alla preistoria.

## Galleria d'immagini

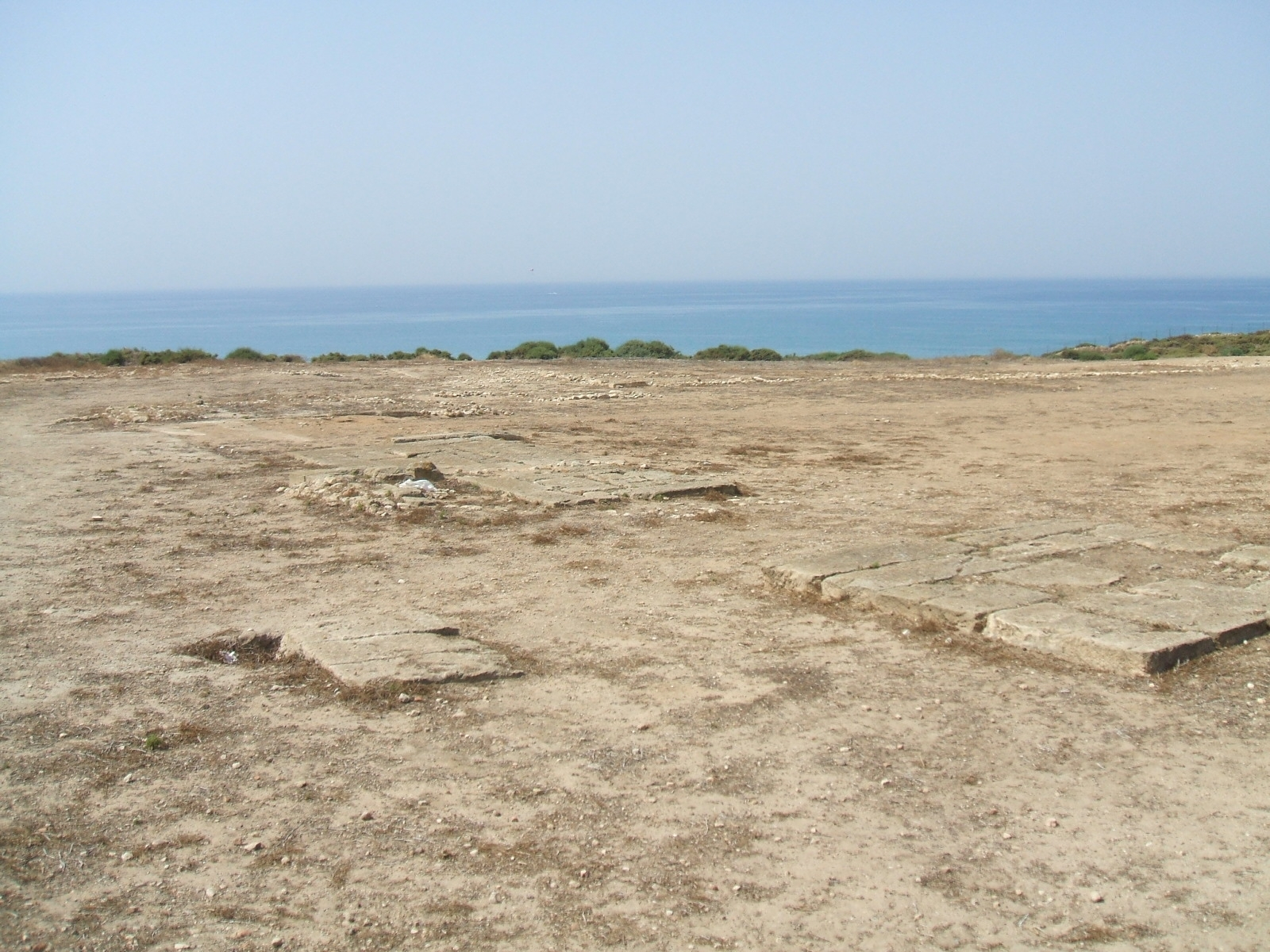
L'agora
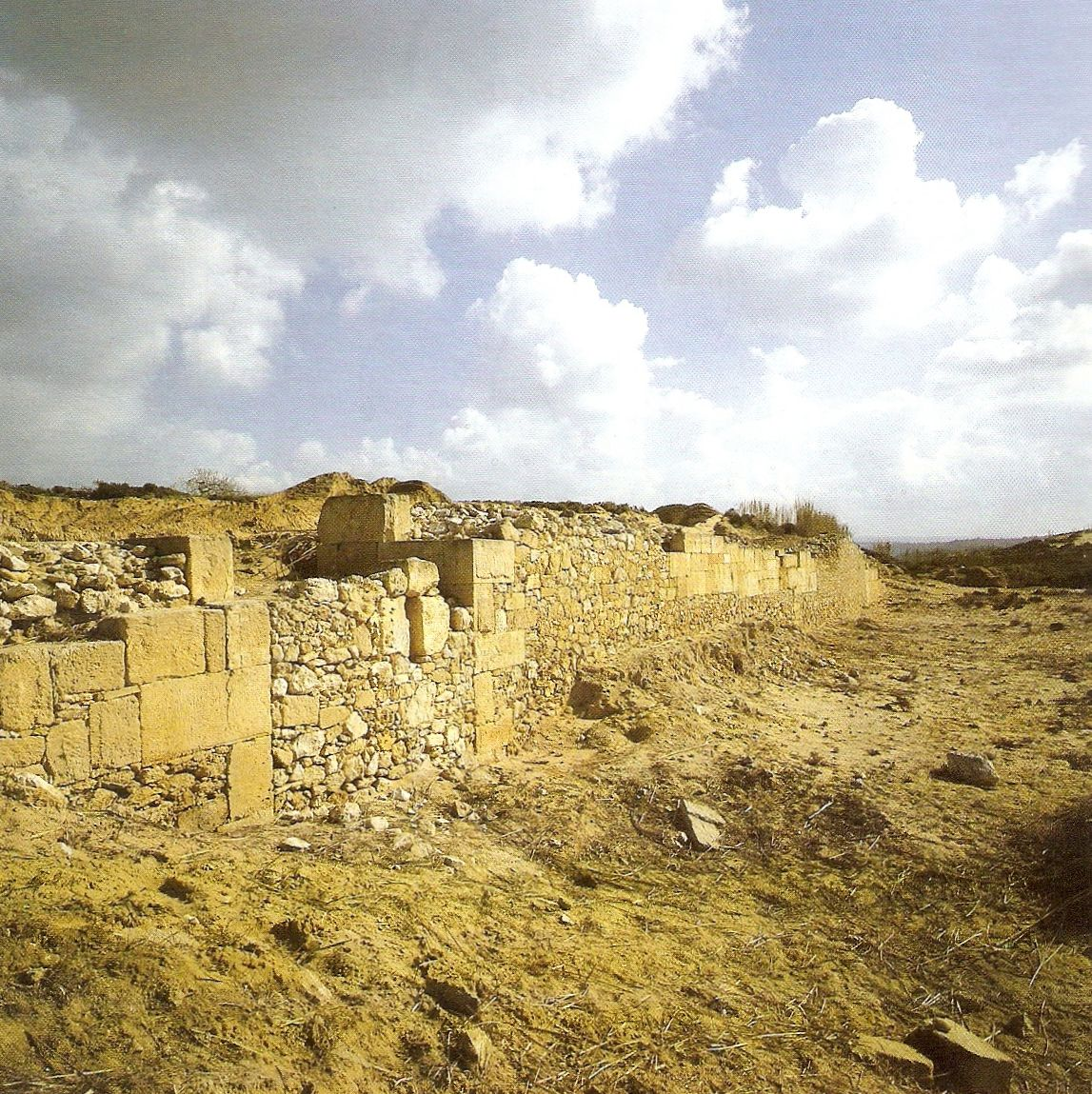
Fortificazione meridionale di Kamarina, periodo arcaico
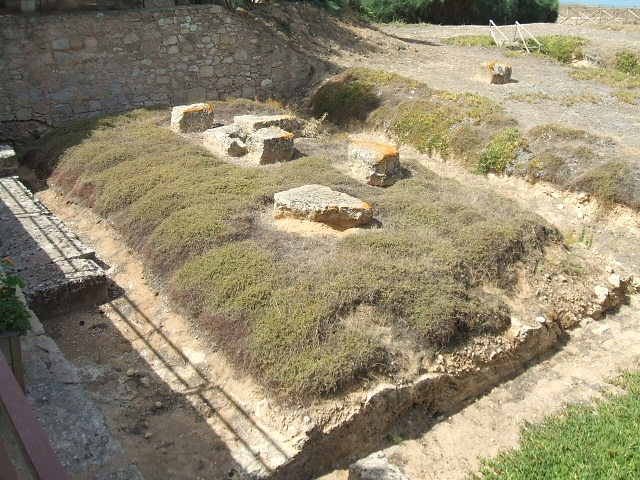
Tempio di Atena
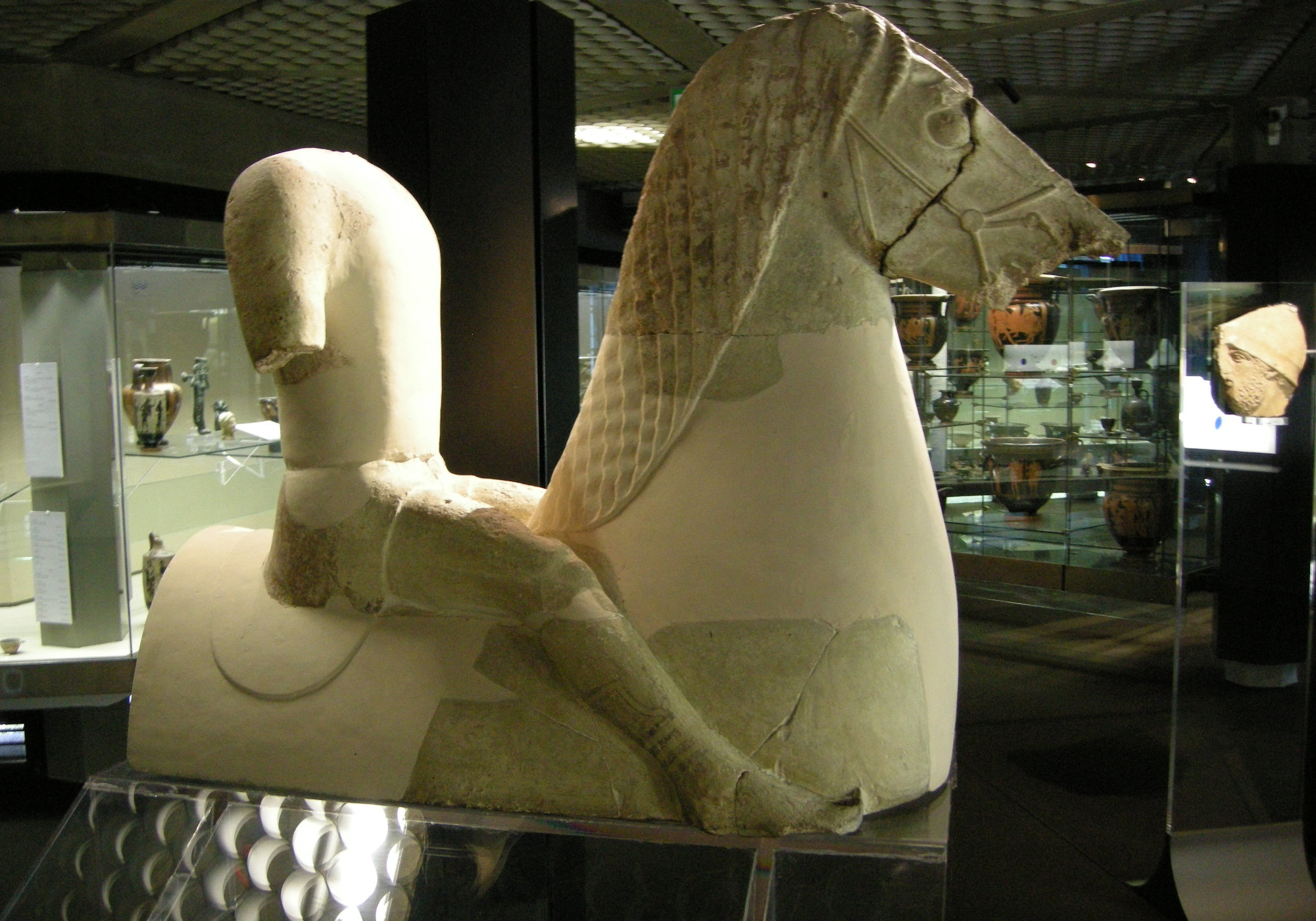
Statua di cavaliere da Kamarina, interpretato come acroterio, nel Museo Paolo Orsi di Siracusa.